# Split Pot
Der Split Pot (englisch split ‚teilen‘) bezeichnet im Kartenspiel Poker eine Situation, bei der mindestens zwei Spieler gleich starke Hände halten. Als Folge wird der Pot zu gleichen Teilen unter den Gewinnern aufgeteilt. Anders ausgedrückt könnte man sagen, dass es einen Split Pot gibt, wenn der Showdown zwischen zwei oder mehr Spielern unentschieden ausgeht.
Den Split Pot darf man nicht mit dem Side Pot verwechseln. Dieser beschreibt die Situation, in der ein Pokerspieler alle seine Chips setzen will, er also all-in geht, jedoch mindestens zwei gegnerische Spieler über diesen Betrag setzen wollen. Dann wird parallel zum Hauptpot (Main Pot) ein zusätzlicher Pot eingerichtet, den man Side Pot nennt.

## Beispiele
| Karten von Spieler 1 | A♠ A♦ J♠ J♥ 10♣ |
| Karten von Spieler 2 | A♥ A♣ J♦ J♣ 10♥ |

In diesem Fall haben beide Spieler eine gleichwertige Kombination, nämlich zwei Paare (Asse und Buben) mit 10 als Beikarte. Der Pot würde unter diesen beiden Spielern aufgeteilt werden.
Auch möglich ist, dass mehr als zwei Spieler dieselbe Kombination halten. In diesem Fall wird der Pot in gleiche Teile aufgeteilt:
Den nicht teilbaren Jeton bei Split Pots erhält immer der sich noch im Spiel befindende, also mitbietende Spieler links vom Dealer. Bei allen Stud-Varianten erhält den Jeton die höchste Karte, gereiht nach der Farbe (Pik, Herz, Karo und Kreuz). Bei allen High/Low-Varianten geht der Jeton zu High.